# Zersetzung

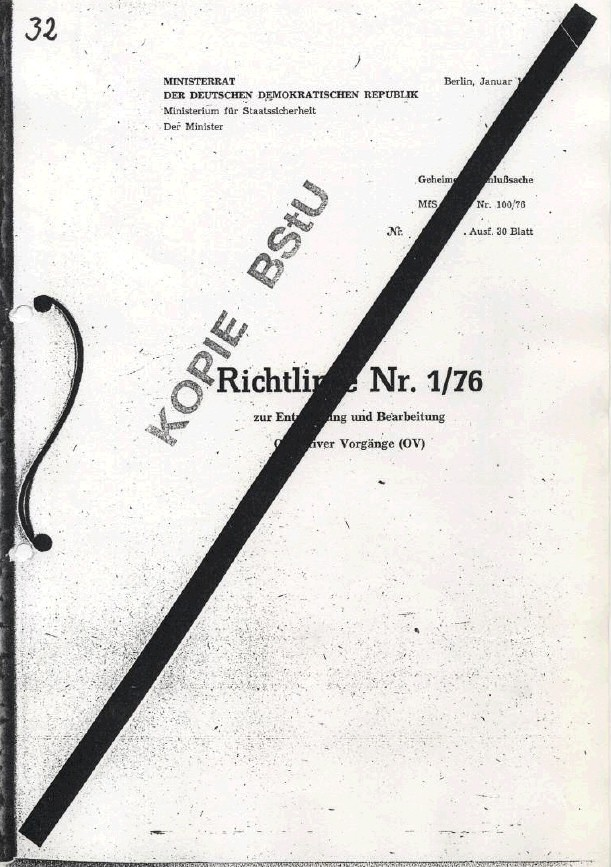
Direttiva n. 1/76 sullo sviluppo e la revisione delle procedure operative, emanata nel gennaio 1976, che descriveva la "Zersetzung" come pratica standard del Ministero della Sicurezza dello Stato (Stasi)

La Zersetzung, che in tedesco significa letteralmente degradazione o decomposizione, è una tecnica di manipolazione psicologica attraverso stalking di gruppo ideata dalla polizia segreta della Repubblica Democratica Tedesca, la Stasi, che sarebbe in grado di indurre i bersagli alla follia e, in casi estremi, al suicidio.

## Descrizione
La tecnica della decomposizione mentale fu sviluppata dalla Stasi nei tardi anni Cinquanta, ma applicata con sistematicità a partire dagli anni Settanta, col duplice obiettivo di ridurre le fughe verso la Germania Ovest – aumentate straordinariamente dopo la firma degli accordi di Helsinki – e di reprimere il dissenso domestico senza la necessità di ricorrere alla violenza vistosa.
Si trattava di un metodo di manipolazione mentale maligna innovativo, che non aveva come obiettivi i gruppi e la creazione del consenso al loro interno, bensì i singoli individui e la loro lucidità mentale. L'obiettivo di una campagna di zersetzung era la distruzione della capacità di intendere e di volere del bersaglio, che i servizi segreti provavano a condurre alla pazzia, a ostracizzare o a indurre al suicidio attraverso la diffusione di pettegolezzi infodanti e infamanti, la creazione di incidenti compromettenti e l'allontanamento dei loro parenti e amici, quando corrotti e quando minacciati. 
Non di rado, se il fine di una campagna di decomposizione mentale era l'impazzimento, gli agenti segreti ricorrevano ai mezzi più eterodossi e creativi: un giornalista poteva vedersi i propri articoli cancellati da ogni archivio documentaristico, come se non fossero mai esistiti; un oppositore politico poteva essere indotto a frequentarsi con una donna, salvo poi farla scomparire una volta che la vittima si fosse innamorata.
Una delle tecniche più efficaci nella conduzione all'impazzimento era, però, l'effetto poltergeist: gli agenti s'introducevano di nascosto nell'abitazione della vittima, più volte al mese, spostando parti dell'arredo o rubando oggetti e fotografie, col risultato di creare condizioni paranoiche e sentimenti di paura e confusione non di rado culminanti in veri e propri disturbi mentali dovuti allo scollamento dalla realtà.

## Utilizzo in altri paesi
È possibile che la zersetzung sia stata sviluppata a partire dagli studi sul condizionamento comportamentale effettuati durante l'era nazista e che, al tempo stesso, abbia in parte ispirato alcune tecniche di manipolazione mentale maligna sviluppate altrove nello stesso periodo. Gli Stati Uniti, per esempio, utilizzarono una sorta di zersetzung per penetrare e screditare le principali realtà dell'opposizione antisistemica ai tempi della Guerra fredda, dalle Pantere nere alla New Left, nell'ambito dell'operazione COINTELPRO.
Nel 1973, durante le ultime fasi del progetto FUBELT, gli assetti statunitensi in Cile misero in piedi una gigantesca campagna di distruzione della reputazione e di logoramento mentale ai danni dell'ultimo ostacolo alla deposizione di Salvador Allende, il fedele leader militare Carlos Prats, che per oltre sei mesi fu bersagliato da demonizzazioni mediatiche, indiscrezioni sulla sua presunta omosessualità sul luogo di lavoro, chiamate anonime in piena notte, messaggi minatori nella buca della lettere e dimostranti intenti a interromperne il sonno facendo dei sit-in notturni sotto casa sua. Chiese e ottenne le dimissioni il 23 agosto, reduce dall'incidente automobilistico con Alejandrina Cox, adducendo come motivo il bisogno di preservare la propria lucidità mentale e spianando la strada al golpe di Augusto Pinochet, che ne prese il posto al vertice delle forze armate cilene.